# Miss Dior Chérie
Miss Dior Chérie fue una fragancia creada por Christine Nagel para Christian Dior. En ese momento, John Galliano se desempeñaba como diseñador de moda y director creativo de Dior, supervisando el desarrollo de Nagel del inusual eau de parfum de fresa y palomitas de maíz orientado a la juventud. Miss Dior Chérie estuvo disponible de 2005 a 2011: después de que el perfumista François Demachy se uniera a Dior, Miss Dior Chérie fue reformulada y rebautizada como Miss Dior.

## Historia de la fragancia
La primera versión de una fragancia con el nombre de «Miss Dior» data de 1947, poco después de que la línea de moda Dior debutara con su aclamada colección New Look. Ese perfume, un chipre floral con notas de cuero y gálbano, creado por Paul Vacher y Jean Carles, apareció en muchas iteraciones diferentes durante los años siguientes. Miss Dior Chérie Eau de Parfum se lanzó en 2005 como complemento de Miss Dior (término de perfumería para una secuela o spin-off), con la intención de atraer a un público más joven. Desarrollado por Christine Nagel con las instrucciones para crear algo «audaz, impertinente y gourmet». Miss Dior Chérie presentaba de manera más destacada notas no convencionales de fresa y palomitas de maíz caramelizadas, aunque también tenía una popular fracción de pachulí que recordaba al éxito de Chanel de 2001 Coco Mademoiselle, así como mandarina, violeta, jazmín y almizcle. Elle también señaló que tenía un antecedente en Thierry Mugler Angel (1992), que popularizó las fragancias dulces parecidas a los alimentos. El diseñador de moda y director creativo de Dior, John Galliano, describió la fragancia como «deliciosa».
En 2009, después de contratar a François Demachy para que se desempeñara como perfumista interno, Dior lanzó un acompañante de Miss Dior Chérie llamado Miss Dior Chérie L'Eau, firmado por Demachy. British Vogue describió este perfume como un «aroma floral distintivo y chispeante mezclado con notas de naranja amarga picante pero especiada, gardenia y almizcles blancos». En 2010, Dior lanzó una versión eau de toilette de Miss Dior Chérie, que también anunciaba notas florales adicionales como una variación del original.
En 2011, Miss Dior y Miss Dior Chérie (eau de parfum) experimentaron cambios significativos. Miss Dior fue reinventada por Demachy y esta fragancia pasó a llamarse Miss Dior Original. Miss Dior Chérie se convirtió simplemente en Miss Dior y, aunque conservaba un empaque similar, la fragancia fue alterada significativamente, también por Demachy aunque con menos fanfarria, y desde entonces ha tenido poco parecido con la creación de Nagel. Estos cambios fueron parte de los esfuerzos del propietario de Dior, LVMH, para obtener un mayor control sobre las formulaciones de sus perfumes. Antes de contratar a Demachy para crear sus perfumes internamente, Dior subcontrató sus fragancias y, en consecuencia, Givaudan mantuvo la fórmula de la creación de Nagel. Los ajustes permitieron a Dior hacerse cargo de Miss Dior Chérie sin violar los derechos de autor de Givaudan.
Miss Dior Chérie y otras versiones de Miss Dior fueron objeto de una exposición en 2013 en el Grand Palais de París. La exposición de dos semanas en noviembre, gratuita para el público, invitó a 15 mujeres artistas a realizar una obra inspirada en el legado del perfume.

## Campañas publicitarias y despido de Galliano
El primer rostro de Miss Dior Chérie fue Riley Keough, la nieta de Elvis Presley, elegida por Galliano para liderar la campaña. Si bien Keough no era francesa, Galliano sintió que encarnaba la joie de vivre que esperaba expresar con Miss Dior Chérie.
A finales de 2010, la actriz Natalie Portman se convirtió en el nuevo rostro de Miss Dior Chérie, su primera campaña para una marca de belleza de lujo. La directora Sofia Coppola filmó los anuncios de televisión inspirados en Jean-Luc Godard, con música de Serge Gainsbourg. Este patrocinio provocó el escándalo de Portman unos meses más tarde cuando Galliano, para entonces director creativo de Dior durante 15 años, fue captado en un video haciendo comentarios antisemitas que incluían declarar: «Amo a Hitler». Como acababa de lanzarse la campaña promocional de Dior con Portman, que es judía, se convirtió en una voz particularmente destacada entre los muchos críticos vocales de Galliano. Además, como el incidente descrito tuvo lugar en París, provocó una investigación policial por la posibilidad de que hubiera violado la ley francesa. Dior lo despidió rápidamente.